# Вересовка (Житомирская область)
Вересовка (укр. Вересівка) — село на Украине, находится в Емильчинском районе Житомирской области.
Код КОАТУУ — 1821781602. Население по переписи 2001 года составляет 78 человек. Почтовый индекс — 11245. Телефонный код — 4149. Занимает площадь 0,268 км².
5 августа 1960 года указом Президиума Верховного Совета УССР село Могилёвка было переименовано на Вересовку. 

## Адрес местного совета
11725, Житомирская обл., Звягельский р-н, с. Чижовка, ул. Т. Шевченко, 9